# Tashi Wangchuk
Tashi Wangchuk (tibétain : བཀྲ་ཤིས་དབང་ཕྱུག, Wylie : bkra shis dbang phyug) né en 1985 à Kyegudo, préfecture autonome tibétaine de Yushu, est un militant tibétain défendant l’enseignement de la langue tibétaine.

## Biographie
En 2014, Tashi Wangchuk est présenté comme un exemple de succès entrepreneurial par le site Alibaba.
Tashi Wangchuk a réalisé une vidéo diffusée fin 2015 par le New York Times pour alerter l’opinion publique sur le recul de la culture et de la langue tibétaine face au mandarin,,. Il a été condamné le 22 mai 2018 dans la préfecture autonome tibétaine de Yushu dans l'ancienne province tibétaine de l'Amdo, dans la province actuelle du Qinghai, à cinq ans de prison pour « incitation au séparatisme ». À la suite de l'annonce de cette condamnation, un groupe d'experts indépendants des Nations unies, y compris Michel Forst, Rapporteur spécial sur la situation des défenseurs des droits de l'homme, ont demandé sa libération immédiate. Selon Amnesty International, cette condamnation « met en lumière les attaques incessantes des autorités chinoises contre les Tibétains qui défendent leurs droits culturels de manière pacifique ».
En outre, en août 2018, l'appel devant le tribunal de grande instance a été rejeté (qui en république populaire de Chine est la deuxième instance ). Le vice-président de campagne internationale pour le Tibet  Bhuchung K. Tsering parle comme suit : « Le rejet de cet appel est une indication claire et effrayante du changement de la politique chinoise en matière de criminalisation de la culture tibétaine - attaquant des individus et des groupes cherchant à promouvoir leur langue. Tashi Wangchuk devrait être libéré immédiatement et sans condition »",.
Le caricaturiste Badiucao rend hommage à Tashi Wangchuk en dépeignant un lion des neiges, l'emblème traditionnel du Tibet, avec un bandeau sur le museau.
En  décembre 2020, l'Union européenne demande à la république populaire de Chine la libération immédiate de Tashi Wangchuk .
Après 5 ans de prison, le 28 janvier 2021, Tashi Wangchuk est libéré. 
Il purge alors cinq ans de privation de droits politiques conformément à sa peine. En janvier 2022, il est convoqué et interrogé  la police chinoise pour avoir interpellé le gouvernement chinois sur les restrictions linguistiques dans le domaine public.